# Allenia fusca
Debulhador-de-peito-escamado ou debulhador-escuro (Allenia fusca) é uma espécie de ave da família Mimidae.
Pode ser encontrada nos seguintes países e territórios: Antiga e Barbuda, Barbados, Dominica, Granada, Guadalupe, Ilha de São Martinho, Martinica, Monserrate, Países Baixos Caribenhos, Santa Lúcia e São Vicente e Granadinas. Pode ter desaparecido em Barbados, Barbuda e Santo Eustáquio.
Os seus habitats naturais são: florestas secas tropicais ou subtropicais , florestas subtropicais ou tropicais húmidas de baixa altitude, matagal árido tropical ou subtropical e florestas secundárias altamente degradadas.